# 大分八幡宮
大分八幡宮（だいぶはちまんぐう）は、福岡県飯塚市にある神社。旧社格は郷社。筥崎宮の元宮として知られる。五所八幡の一つ。

## 祭神
- 応神天皇
- 神功皇后
- 玉依姫命

## 由緒
奈良時代の神亀3年（726年）に創建された。社伝によればこの神社がある場所は神功皇后が三韓征伐の帰途、一時逗留した地であるという。
『筥崎宮縁起』（石清水八幡宮記録）によれば、平安時代の延喜21年（921年）箱崎浜（現福岡市東区箱崎）への遷座の託宣があって、延長元年（923年）に遷座したのが筥崎宮の始まりであるとし、宇佐神宮の託宣集であり、八幡神の縁起である『八幡宇佐宮御託宣集』にも筥崎宮の神託を引いて、「我か宇佐宮より穂浪大分宮は我本宮なり」とあるが、筥崎宮へ遷座した後も九州五所別宮の第一社として篤く信仰されていた。近くには古代寺院、大分廃寺塔跡がある。
創建当時の社殿は現在地より後方の丘陵上にあったが、戦国時代に戦乱のため焼失。天正5年（1577年）に秋月種実が現在地に再建した。
明治5年（1872年）郷社に列した。平成7年(1995年)には平成の大修理が行なわれている。

## 施設

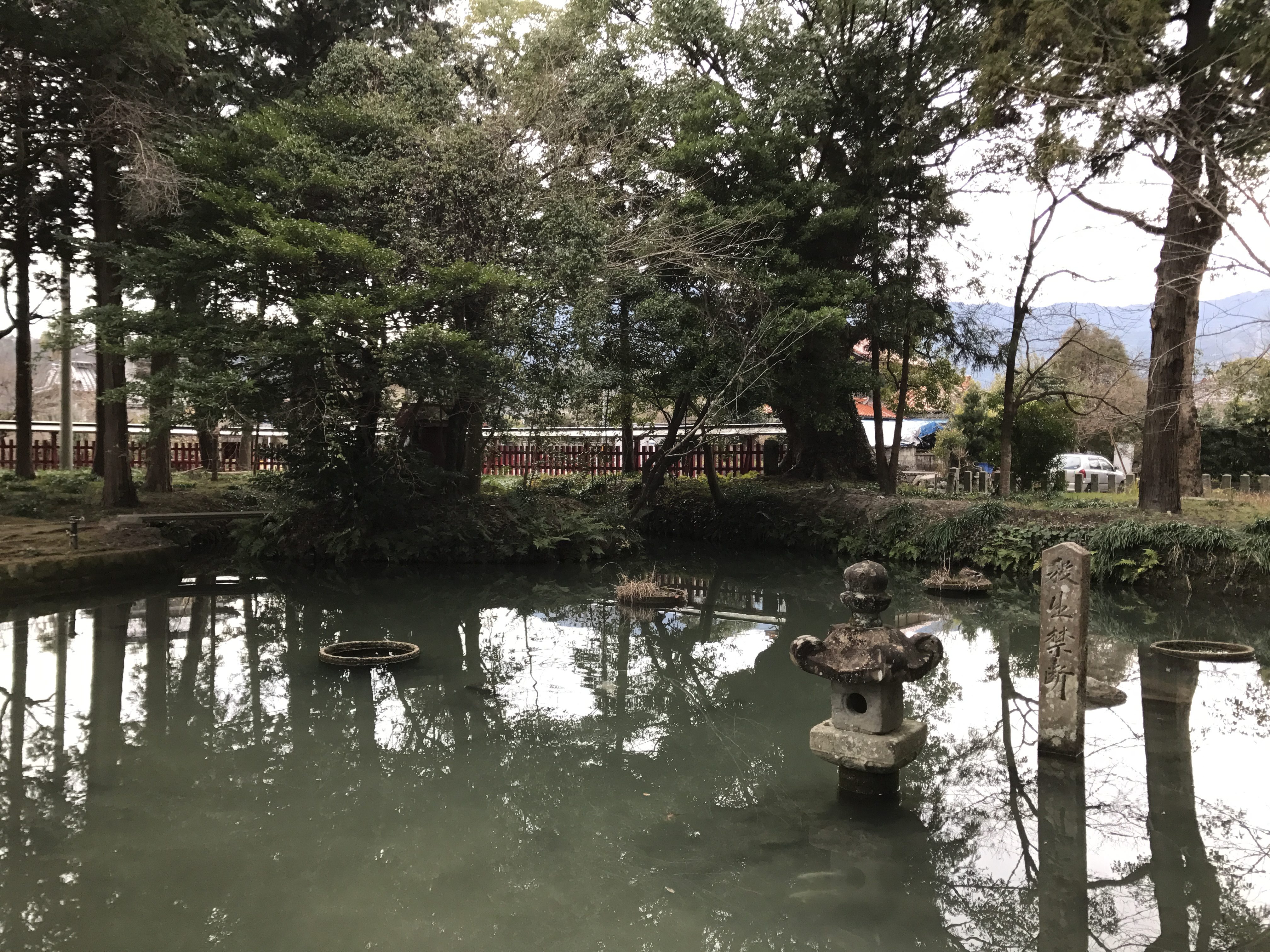
放生池

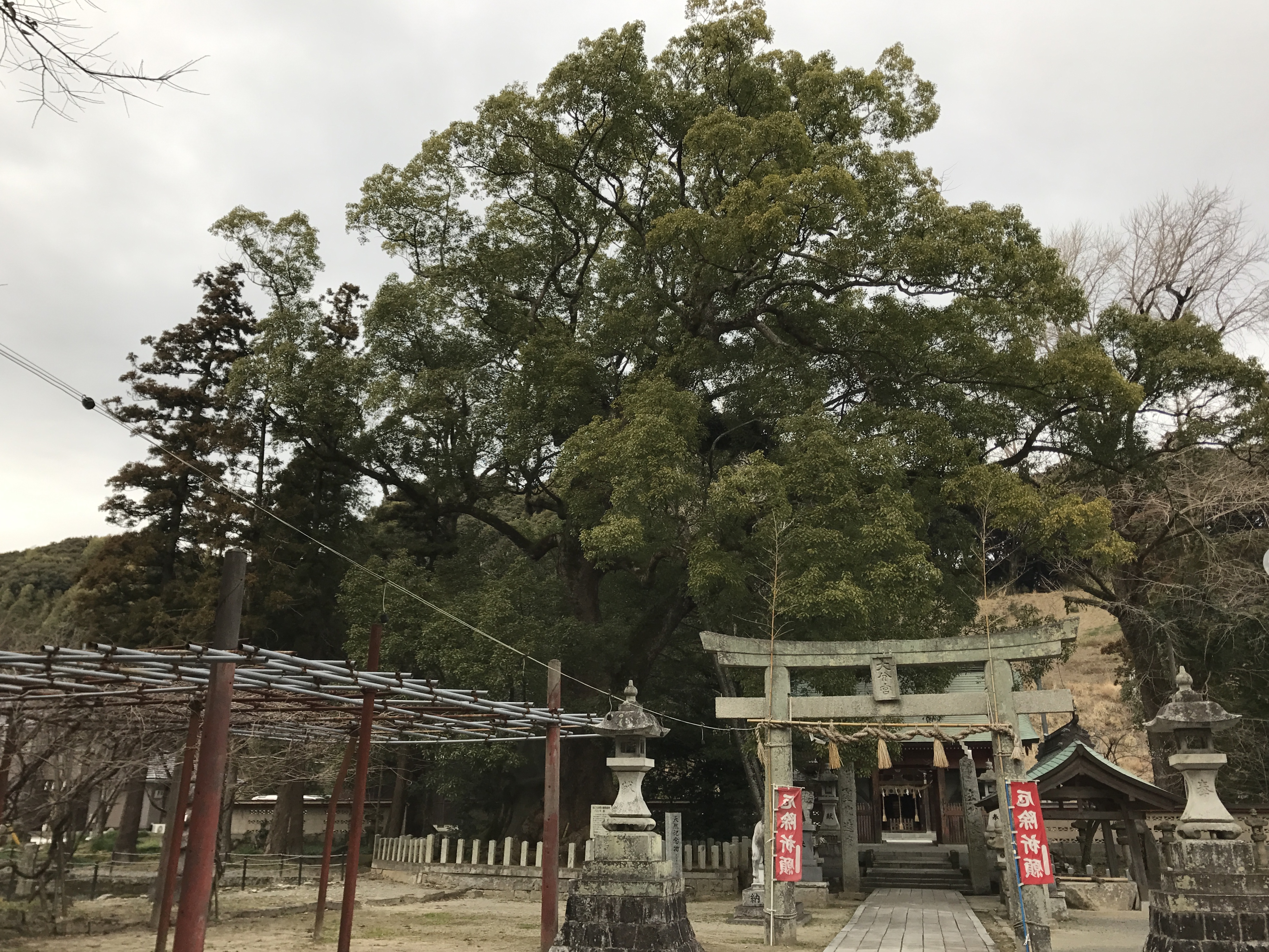
大楠

- 拝殿
- 本殿
現在の社殿は拝殿、本殿共平成7年（1995年）に大規模修繕されたものである。
- 神門
- 放生池
放生会の際に使われる池。
- 応神天皇産湯の井戸
- 大楠
推定樹齢350年のクスノキ。福岡県の天然記念物に指定されている。社伝によると神功皇后が朝鮮半島から持ち帰った木の子孫ともいわれる。
- 鶯塚（飛地境内）
JR筑前大分駅前にある高さ10m程の丘。伝承によれば神功皇后がここで兵を解散したといい、以来この地を『大分かれ（おおわかれ）』と呼んだのが「大分」の地名の起こりであるという。

## 例祭
毎年9月に行われる例祭（放生会）では、福岡県の無形民俗文化財に指定されている『大分の獅子舞』が行われる。この獅子舞は江戸時代の享保9年（1724年）に石清水八幡宮から伝わったとされ、土師の獅子舞（福岡県嘉穂郡桂川町）と並び福岡県下の獅子舞に影響を与えているといわれる。
京都から伝わったためか、囃子言葉や掛け声が京都弁のニュアンスによく似ているともいう。

## アクセス
- 九州旅客鉄道福北ゆたか線 筑前大分駅から徒歩15分